# District de Saru

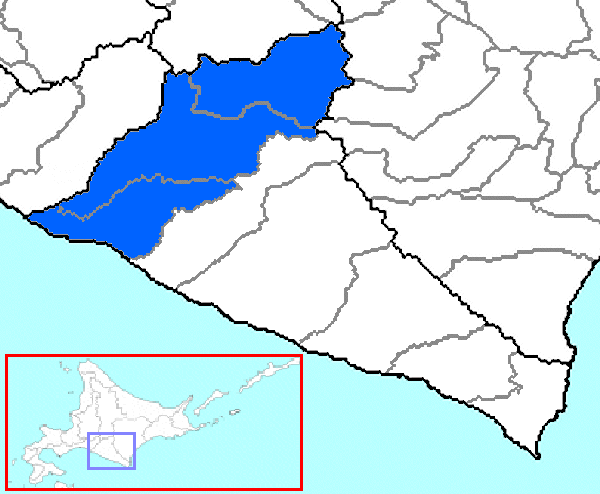
District de Saru, sous-préfecture de Hidaka.

Le district de Saru (沙流郡, Saru-gun) est un district de la sous-préfecture de Hidaka au Japon.
Le mot "Saru" (qui est aussi celui du principal cours d'eau du district) vient du mot Saru ou Sara en langue aïnou, qui signifie "plaine de roseaux". Cette vallée, centre historique de la culture autochtone aïnou (en particulier de la "culture Nibutani" 二風谷文化), constitue encore aujourd'hui le principal centre de peuplement aïnou, et elle portait le nom de Saru un kur, soit "La plaine de roseaux où vivent les humains" ,.
Au 31 mars 2015, la population de ce district s'élevait à 18 258 habitants répartis sur une superficie de 1 735,2 km2.

## Bourgs
- Biratori
- Hidaka